# 개러스 배리
개러스 로버트 배리(Gareth Robert Barry, 1981년 2월 23일, 잉글랜드 헤이스팅스 ~ )는 잉글랜드의 은퇴한 축구 선수이다. 그의 과거 팀 동료였던 개러스 사우스게이트와 그는 클럽에선 2000년에 열린 채러티 실드에서의 마지막 경기를 제외한 모든 경기와 과거 웸블리 스타디움에서 열린 마지막 국제 경기를 유일하게 둘 다 뛴 선수들로, 이 두 경기 모두 1-0 패배를 기록하였다. 그는 또한 EPL에서 21시즌간 뛰면서 EPL 최다 출장 1위기록을 가지고있다.

## 클럽 경력
개러스 배리는 잉글랜드에서 서섹스 크리켓 선수인 마이클 얄디와 동시에 윌리엄 파커 스포츠 대학을 다녔다. 과거 잉글랜드 U-18 대표팀의 주장이었던 배리는 1997년 당시, 배리보다 더 뛰어난 재능을 나타냈던 마이클 스탠딩과 함께 브라이턴 & 호브 앨비언 FC의 연습생 자격으로 애스턴 빌라에 합류했다.
그는 1998년 5월 2일에 열린 셰필드 웬즈데이와의 경기에서 데뷔전을 치렀다. 처음 그는 개러스 사우스게이트와 우고 에히오구와 함께 쓰리백으로 뛰며 왼쪽의 중앙 수비수로 자리 잡았으나, 배리는 아주 다양한 재능을 가지고 있는 선수였다. 시작할 때는 센터백으로 시작했지만, 포지션을 왼쪽 풀백으로 변경한 것이다. 후에, 배리는 왼쪽 윙어로 자리잡았지만, 최근에는 다시 중앙 미드필더로 보직을 변경했다고 한다.
2005년 4월, 배리는 뉴캐슬 유나이티드전에서 경기 도중 논쟁이 오간 뉴캐슬 유나이티드 소속 선수 리 보이어와 키에런 다이어의 사건을 중재한 적이 있으며., 2007년 11월, 개러스 배리가 26살이 되던 해에 애스턴 빌라는 개러스 배리가 10년 동안 팀에서 뛰고 있는 것을 기념해 상을 수여하였다.
2008년 4월 5일, 배리는 볼턴 원더러스와의 경기에서 상황을 반전시키는 도움과 함께 이 시즌 처음으로 2골을 넣었고, 팀은 배리의 2골 2도움 덕분에 볼턴 원더러스에게 4-0으로 승리할 수 있었다. 배리는 이 밖에 애스턴 빌라에서 400번째 경기에 출전하는 경이로운 기록을 세웠으며, 2008년 4월에는 가장 오랫동안 애스턴 빌라에서 뛴 선수가 되었다. 또한 2007년 10월 28일에는 볼턴 원더러스와의 리그 경기 후에, 그는 첼시의 프랭크 램퍼드를 제치고 프리미어리그에서 가장 적은 나이인 26세 274일이라는 나이로 300경기를 뛴 선수가 되었다.
한편 배리는 2007-08 시즌이 끝나고 이적설이 제기되었다. 리버풀이 그를 원하고 있었지만 감독인 마틴 오닐이 이를 거절하였고 이적 시장 내내 이적설에 오르내리던 배리는 팀내의 분위기를 해쳤다는 이유로 결국 마르틴 라우르센에게 주장직을 빼앗기고 만다. 다음 해, 배리는 프리미어리그의 맨체스터 시티로 이적했다.
배리는 2013-14 시즌 에버튼 FC 로 1년 임대되었다.

## 국가대표팀 경력
배리는 1998년, 체코 U-21 대표팀과의 경기를 통해 잉글랜드 U-21 대표팀에 데뷔했으며, 잉글랜드 U-21 대표팀에서 27경기에 선발 출장한 기록을 가지고 있다.
그는 케빈 키건 감독 이후 모든 잉글랜드 대표팀 감독 아래서 잉글랜드 대표로 뛴 데이비드 베컴과 함께 케빈 키건에 의해서 잉글랜드 성인 대표팀에 뽑혔으며, 배리는 제이슨 윌콕스의 부상으로 인해 그의 대체 선수로 2000년에 열린 유로 2000에 참가한 바 있으나, 단 한 경기에도 출장하지 못했다.
그는 2000년 5월 31일, 유로 2000 직전에 치른 우크라이나와의 친선 경기에서 데뷔하였고, 2000년 10월 2일, 프랑스와 1-1로 비긴 경기에서 처음으로 풀타임 출장했다.
이후, 배리는 2003년에 열렸던 남아프리카 공화국, 슬로베니아, 세르비아 몬테네그로와의 경기에서 모습을 드러냈으나, 스벤예란 에릭손 감독이 잉글랜드 축구 국가대표팀의 감독이 된 이후로는 한 번도 대표팀의 부름을 받지 못했다.
그러나 4년 뒤, 스티브 매클래런이 잉글랜드 축구 국가대표팀의 감독으로 부임한 이후인 2007년 2월, 스페인과의 경기에서 다시 모습을 드러냈으며, 이 경기 이후 꾸준히 기용되다가 멕클라렌의 뒤를 이은 파비오 카펠로 감독에게 다시 선택되어, 2008년 2월 6일에 열린 스위스와의 경기에서 선발 출장하였다.
그의 대표팀에서의 첫 골은 2008년 6월 1일에 벌어진 트리니다드 토바고전에서 나왔다.